# American Economic Journal Economic Policy
L'American Economic Journal: Economic Policy est une revue d'économie en langue anglaise publiée par l'American Economic Association.